# Reserva Natural de Siiraku
A Reserva Natural de Siiraku é uma reserva natural localizada no condado de Pärnu, na Estónia.
A área da reserva natural é de 686 hectares.
A área protegida foi fundada em 2007 para proteger valiosos tipos de habitat e espécies ameaçadas em Kalda e Lähkma.